# Мигалово
Мига́лово — микрорайон, часть Пролетарского района Твери. Расположен на западной окраине города между Волгой, военным аэродромом, федеральной трассой М-10 «Россия» и Калининским районом Тверской области.
В Мигалово находятся Тверское суворовское военное училище Министерства обороны России, средняя школа № 19, детский сад № 97, церковь Рождества Христова и воинское захоронение — братская могила погибших в Великой Отечественной войне. В сквере за школой стоит памятник истребителю МиГ-23. В микрорайоне планируют открыть модернизированный военкомат.
Мигалово пронизывают три улицы — Игоря Баталова, Громова и Гайдара. По территории микрорайона проходит часть Рябеевского шоссе.

## История
Первое официальное упоминание о селе можно обнаружить в писцовых материалах Тверского уезда за 1580 г.: «В волости в Суземье село Мигайлово на берегу на Волге, а в селе церковь Рождество Христово деревяна… а крестьянских дворов в селе и в деревнях живущих пятдесят один двор с полудвором, а людей в них шестьдесят девять человек, да пустых шестьнатцать дворов с полудвором, а хором на них изб и сбенников, и клетей, и всяких пятдесят одна хоромина…» Таким образом, становится понятно, что к концу XVI в. Мигалово было уже довольно большим селом, а значит, образовано оно намного раньше.
По данным 1859 года владельческое село Мигалово имело 21 двор и 192 жителя, православную церковь, завод. Во второй половине XIX — начале XX века село относилось к одноимённому приходу Никулинской волости Тверского уезда.
В 1930-е годы было принято решение построить здесь аэродром. Была проведена масштабная мелиорационная работа, вырубили значительную часть леса, Старицкое шоссе сдвинули в сторону, а бывший отрезок дорожного полотна приспособили под взлетно-посадочную полосу. Мигаловский аэродром был построен в 1934 году, но до Великой Отечественной войны отечественные самолеты там постоянно не базировались. Во времена сотрудничества с Германией аэродром секретно был сдан в аренду немцам. Так, в 1930-е годы на Мигаловском аэродроме обучали немецких летчиков. На деньги, полученные за аренду аэродрома, в 1936 году была построена баня для военнослужащих и несколько деревянных домов.
В районе Мигалово в декабре 1941 года шли ожесточённые бои с немецкими войсками при освобождении города Калинина. На Рябеевском шоссе в черте города находятся обелиск и братская могила солдат Красной Армии, погибших во время Великой Отечественной войны.